# Comuna Șugag, Alba
Șugag (provenit din limba maghiară: Sugág, scris în germană: Schugag) este o comună în județul Alba, Transilvania, România, formată din satele Arți, Bârsana, Dobra, Jidoștina, Mărtinie, Șugag (reședința) și Tău Bistra.

## Demografie
Componența etnică a comunei Șugag
     Români (80,67%)
     Maghiari (17,3%)
     Alte etnii (2,03%)
Componența confesională a comunei Șugag
     Ortodocși (92,28%)
     Alte religii (1,04%)
     Necunoscută (6,69%)
Conform recensământului efectuat în 2021, populația comunei Șugag se ridică la 2.602 locuitori, în scădere față de recensământul anterior din 2011, când fuseseră înregistrați 2.726 de locuitori. Majoritatea locuitorilor sunt români (93,47%), iar pentru 6,38% nu se cunoaște apartenența etnică. Din punct de vedere confesional, majoritatea locuitorilor sunt ortodocși (92,28%), iar pentru 6,69% nu se cunoaște apartenența confesională.

## Politică și administrație
Comuna Șugag este administrată de un primar și un consiliu local compus din 11 consilieri. Primarul, Constantin Jinar[*], de la Partidul Național Liberal, este în funcție din 2000. Începând cu alegerile locale din 2024, consiliul local are următoarea componență pe partide politice:
|  | Partid                          | Consilieri | Componența Consiliului | Componența Consiliului | Componența Consiliului | Componența Consiliului | Componența Consiliului |
|  | ------------------------------- | ---------- | ---------------------- | ---------------------- | ---------------------- | ---------------------- | ---------------------- |
|  | Partidul Național Liberal       | 5          |                        |                        |                        |                        |                        |
|  | Partidul Social Democrat        | 2          |                        |                        |                        |                        |                        |
|  | Alianța pentru Unirea Românilor | 2          |                        |                        |                        |                        |                        |
|  | Alianța Dreapta Unită           | 2          |                        |                        |                        |                        |                        |

## Atracții turistice
- Mănăstirea "Teț" cu hramul "Sfântul Mare Mucenic Gheorghe" din satul Șugag
- Mănăstirea "Oașa" cu hramul "Adormirea Maicii Domnului" și "Sfântul Mare Mitropolit Pantelimon" din Șugag
- Rezervația naturală "Luncile Prigoanei" (15 ha), satul Șugag
- Rezervația naturală "Pintenii din Coasta Jinei" (1 ha) din satul Dobra
- Rezervația naturală "Masa Jidovului" (0,2 ha) din satul Tău Bistra
- Rezervația naturală "Stânca Grunzii" (0,2 ha), satul Tău Bistra
- Frumoasa (sit de importanță comunitară inclus în rețeaua ecologică europeană Natura 2000 în România).
- Monumentul Eroilor din satul Șugag